# Bronnzell
Bronnzell ist der älteste und südlichste Stadtteil der osthessischen Stadt Fulda.

## Geographie

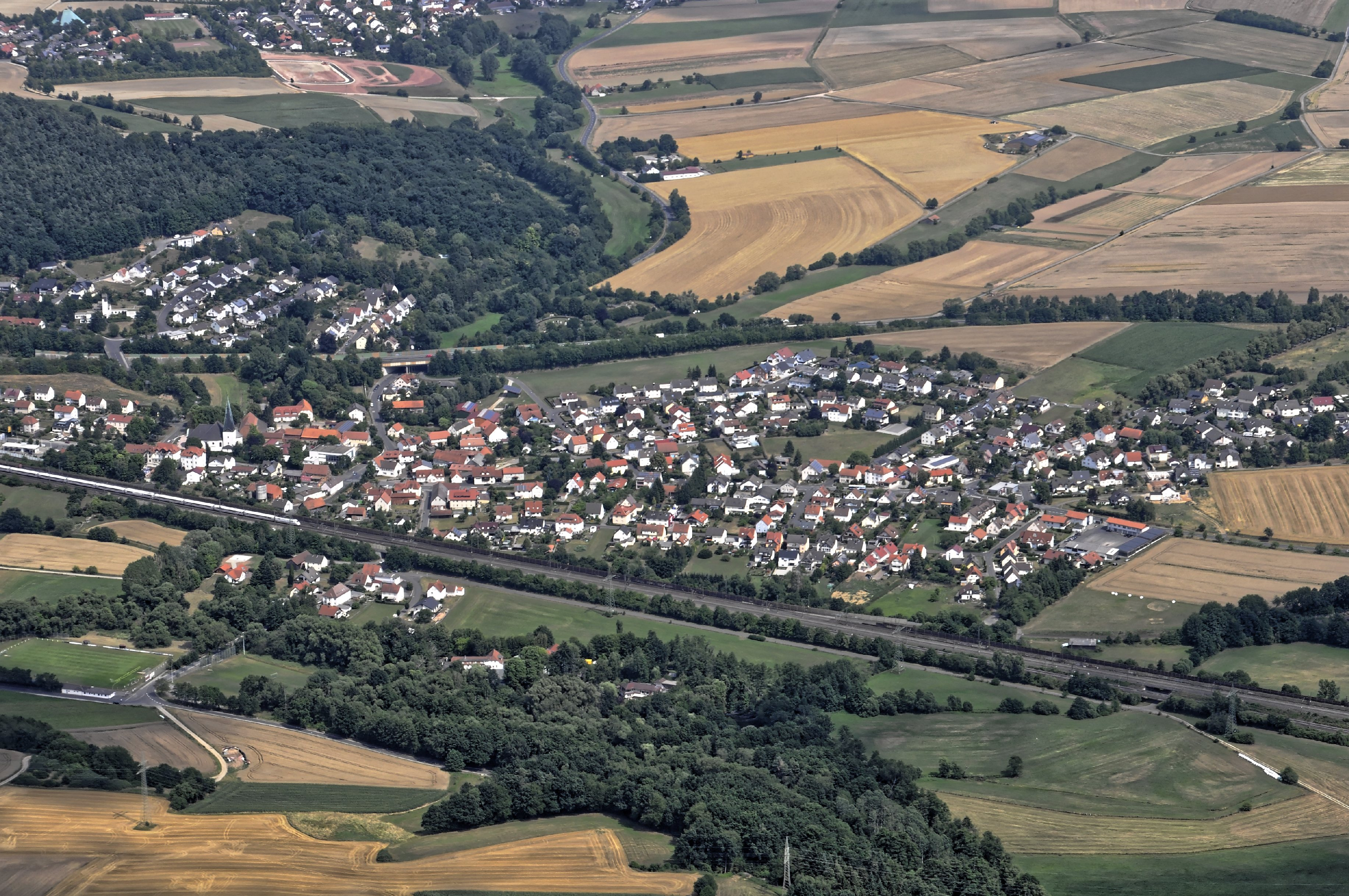
Luftbild von Bronnzell, 2015

Der Stadtteil Bronnzell liegt am rechten östlichen Ufer der Fulda in Osthessen etwa fünf Kilometer südlich der Stadtmitte. Er umfasst auch am anderen Ufer den etwa 2 Kilometer südwestlich der Ortsmitte gelegenen kleineren Ortsteil Ziegel, bei dem die Fliede als linker Nebenfluss von Süden in die Fulda mündet.
Die höchste Erhebung der Gemarkung liegt im Südwesten am Waldrand nordöstlich der Nippelskuppe (420 Meter) auf etwa 350 Meter Höhe. Im Osten reicht die Gemarkung am Westhang des Gehrenbergs (327 Meter) bis auf etwa 310 Meter hinauf, bis fast zum Schloss Fasanerie in Eichenzell. Die Gemarkung ist bis auf einige kleine Waldflächen entlang der Grenzen landwirtschaftlich genutzt.

## Geschichte

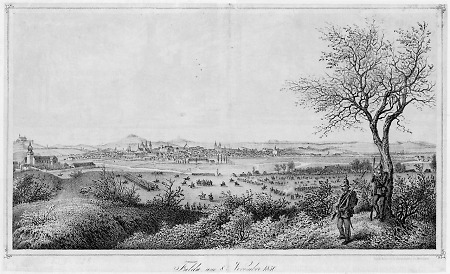
Bronnzell um 1850

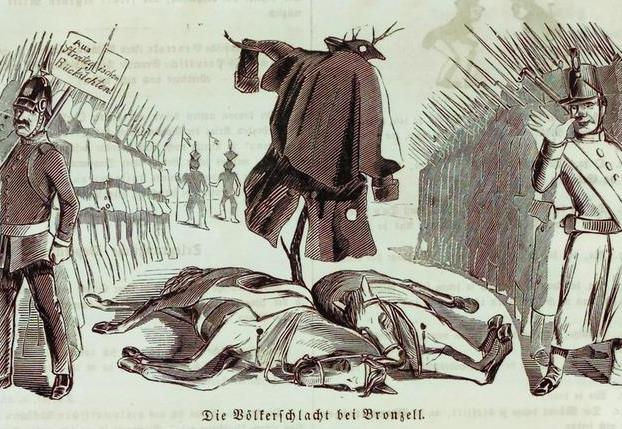
Die „Völkerschlacht“ von Bronnzell 1850

Die Gemarkung Bronnzell gehört zu jenem Territorium, das 743 vom fränkischen Hausmeier Karlmann dem hl. Bonifatius für die Gründung des Klosters Fulda geschenkt wurde, die sogenannte Karlmann-Schenkung. Namentlich wird Bronnzell (von lat. proxima cella, d. h. die dem Kloster Fulda nächstgelegene Zelle) erstmals im Jahr 778 vom Fuldaer Abt Eigil erwähnt, nachdem Bonifatius 34 Jahre zuvor dem hl. Sturmius den Auftrag gab, ein Benediktinerkloster auf dem Fuldaer Siedlungsgebiet zu errichten.
Im Türkensteuerregister der Fürstabtei Fulda aus 1605 ist der Ort unter dem Namen Bromzell mit 28 Familien erwähnt.
Im Jahr 1815 kam Bronnzell mit dem Großherzogtum Fulda an das Kurfürstentum Hessen. Ende 1850 führte eine Verfassungskrise im Kurfürstentum zu einer militärischen Intervention auswärtiger Mächte. Am 8. November 1850 wäre es fast zur Schlacht zwischen bayerisch-österreichischen und preußischen Truppen gekommen, die sich bei Bronnzell gegenüberstanden. Letztlich ist nur der bekannte Schimmel von Bronnzell getötet worden. Zum 150. Jahrestag wurde im Ort das Schimmeldenkmal enthüllt.
Im Rahmen der Gebietsreform in Hessen wurde die Gemeinde Bronnzell zugleich mit anderen Stadtrandgemeinden am 1. August 1972 kraft Landesgesetzes in die kreisfreie Stadt Fulda eingegliedert, kam zusammen mit dieser aber am 1. Juli 1974 wieder zurück zum Landkreis Fulda.

### Einwohnerentwicklung
| • 1812: | 24 Feuerstellen, 1472 Seelen |

| Bronnzell: Einwohnerzahlen von 1812 bis 2017 | Bronnzell: Einwohnerzahlen von 1812 bis 2017 | Bronnzell: Einwohnerzahlen von 1812 bis 2017 | Bronnzell: Einwohnerzahlen von 1812 bis 2017 | Bronnzell: Einwohnerzahlen von 1812 bis 2017 |
| --- | -------------------------------------------- | -------------------------------------------- | -------------------------------------------- | -------------------------------------------- |
| Jahr |                                              |                                              |                                              | Einwohner                                    |
| 1812 | 1812                                         |                                              | 172                                          | 172                                          |
| 1834 | 1834                                         |                                              | 245                                          | 245                                          |
| 1840 | 1840                                         |                                              | 218                                          | 218                                          |
| 1846 | 1846                                         |                                              | 221                                          | 221                                          |
| 1852 | 1852                                         |                                              | 224                                          | 224                                          |
| 1858 | 1858                                         |                                              | 217                                          | 217                                          |
| 1864 | 1864                                         |                                              | 222                                          | 222                                          |
| 1871 | 1871                                         |                                              | 241                                          | 241                                          |
| 1875 | 1875                                         |                                              | 228                                          | 228                                          |
| 1885 | 1885                                         |                                              | 283                                          | 283                                          |
| 1895 | 1895                                         |                                              | 300                                          | 300                                          |
| 1905 | 1905                                         |                                              | 298                                          | 298                                          |
| 1910 | 1910                                         |                                              | 306                                          | 306                                          |
| 1925 | 1925                                         |                                              | 501                                          | 501                                          |
| 1939 | 1939                                         |                                              | 612                                          | 612                                          |
| 1946 | 1946                                         |                                              | 785                                          | 785                                          |
| 1950 | 1950                                         |                                              | 805                                          | 805                                          |
| 1956 | 1956                                         |                                              | 897                                          | 897                                          |
| 1961 | 1961                                         |                                              | 1.051                                        | 1.051                                        |
| 1967 | 1967                                         |                                              | 1.095                                        | 1.095                                        |
| 1970 | 1970                                         |                                              | 1.240                                        | 1.240                                        |
| 1988 | 1988                                         |                                              | 1.443                                        | 1.443                                        |
| 2010 | 2010                                         |                                              | 1.404                                        | 1.404                                        |
| 2013 | 2013                                         |                                              | 1.429                                        | 1.429                                        |
| 2015 | 2015                                         |                                              | 1.406                                        | 1.406                                        |
| 2016 | 2016                                         |                                              | 1.437                                        | 1.437                                        |
| 2017 | 2017                                         |                                              | 1.422                                        | 1.422                                        |
| Datenquelle: Historisches Gemeindeverzeichnis für Hessen: Die Bevölkerung der Gemeinden 1834 bis 1967. Wiesbaden: Hessisches Statistisches Landesamt, 1968. Weitere Quellen: ; 2010,2012,2015: |                                              |                                              |                                              |                                              |

### Religionszugehörigkeit
Quelle: Historisches Ortslexikon
| • 1885: | 028 evangelische (= 9,89 %), 255 katholische (= 90,11 %) Einwohner |
| • 1961: | 146 evangelisch (= 13,89 %), 895 katholische (= 85,16 %) Einwohner |

## Wappen
Das Wappen wurde am 23. Mai 1969 durch das Hessische Innenministerium genehmigt.
Blasonierung: „Der geteilte Schild zeigt oben in Silber das schwarze Fuldaer Kreuz und unten in Rot einen nach rechts sprengenden Schimmel, den sogenannten Schimmel von Bronnzell.“

## Religion

### Katholische Kirche
Bereits mit der Ersterwähnung im Jahre 778 gehörte es zum Kloster Fulda und im Jahre 1787 zur Fürstabtei Fulda im Centoberamt Fulda. in dieser Zeit zählte es zur Mutterpfarrei "Florenberg". Seit dem 17. Jh. gab es nur eine kleine Gebetskapelle am Kapellenrain, etwa dem heutigen Standort des Bürgerhauses. 
Die Trennung von der Pfarrei Florenberg begann Ende des 19. Jh. mit der Einrichtung des ersten Friedhofs am Ortsrand von Bronnzell und dem Neubau einer neobarocken Saalkirche ohne Turm, die am 29. Juni 1927 durch Bischof Damian Schmitt geweiht wurde. 
Mit der Konsekrierung der fertiggestellten Pfarrkirche wurde Bronnzell und Kohlhaus als Lokalkaplanei der Pfarrei Florenberg erhoben und von den Franziskanern (OFM) vom Kloster Frauenberg seelsorgerisch betreut. In den 1960er Jahren wurde der Glockenturm mit 5 Glocken errichtet. Im Jahre 1972 wurde Bronnzell mit Ziegel und Kohlhaus zur Pfarrei erhoben. 
Im Mai 2006 wurde Bronnzell durch Bischof Heinz Josef Algermissen im Rahmen der Neugliederung des Bistums dem Pastoralverbund Johannesberg im Dekanat Fulda zugeordnet. Die Betreuung und Verwaltung der heutigen Filialpfarrei wird nunmehr von der Pfarrei St. Johannes d. Täufer, Johannesberg sichergestellt.

### Evangelische Kirche
Die evangelische Friedenskirche wurde 1969/70 samt Gemeindezentrum und Pfarrhaus auf einem nach Westen abfallenden Hanggrundstück nach Plänen des in Kassel tätigen Architekten Walter Seidel errichtet. Bemerkenswert ist die geschlossene bauzeitliche Ausstattung, darunter auch die vielteilige Verglasung von Joachim Spies, der auch die Fronten des Altars und der Empore entworfen hat.

## Wirtschaft und Infrastruktur

### Öffentliche Einrichtungen
Bronnzell verfügt über eine katholische und eine evangelische Kirche, eine Grundschule sowie einen Kindergarten. Im Bürgerhaus, dessen Sanierung 2025 fertiggestellt wurde, finden regelmäßig Veranstaltungen, zum Beispiel des Carneval Verein Bronnzell, statt. Der Fußballverein Viktoria Bronnzell ist ein wichtiger Teil der Sportkultur des Ortes.

### Versorgung
In dem im Jahre 2021 eröffneten Mini-Supermarkt Tegut teo mit Selbstzahlungskassen werden rund um die Uhr Produkte des täglichen Bedarfs angeboten. Durch das Hotel Gasthof Jägerhaus und die Pizzeria Ristorante Pizzeria Blero gibt es zusätzliche kulinarische Angebote. Ebenfalls zu finden sind eine Kaffeerösterei, eine Metzgerei, ein Friseur und ein Beauty- und Pflegesalon. 

### Verkehr
Bronnzell ist an das Stadtbussystem von Fulda angeschlossen und wird von der Stadtbuslinie 6 angefahren. Die LNG Fulda betreibt zudem Buslinien, die Bronnzell mit Eichenzell, Kerzell, Hattenhof, Rothemann und Büchenberg verbinden.
Der Betriebsbahnhof Fulda-Bronnzell liegt an der Hessischen Kinzigtalbahn, von wo die Bahnstrecke Fulda–Gersfeld abzweigt.
In der Vergangenheit verfügte Bronnzell über zwei Haltepunkte an der Bahnstrecke Fulda–Gersfeld, die beide geschlossen wurden.

## Persönlichkeiten
- Joseph Huck (1805–1859), Jurist und Politiker